# 馬太福音
《馬太福音》（希臘語：Κατά Ματθαίον）天主教翻譯為《瑪竇福音》，而東正教則譯為《聖福音依瑪特泰所傳者》，是《新約聖經》第一部份《四福音書》的第一卷書，全書共有28章，1168節。教會傳統一般認為，马太福音的作者是耶穌十二使徒之一的馬太。
《马太福音》内容涉及耶穌基督是救主。这卷福音书记载了耶稣的生平，其中包括耶稣的家谱、耶稣神奇的出生、童年、受浸与受试探、讲道、被釘十字架、复活以复活的耶稣最後向使徒颁布大使命。
因為《馬太福音》与《馬可福音》及《路加福音》內容相近，而与《約翰福音》有显著区别，所以这前三本福音書被歸納作「对观福音」（可以互相對照閱讀的福音書）。在《四福音》中，《马太福音》是最接近猶太基督教传统的，作者显然是一位犹太人。多数学者认为这卷福音，如同《新约圣经》其他各卷一样，都是以通用希腊语写成，也有個別专家认为它最初是以亞蘭語写成。

## 作者背景
虽然这本以“马太”为名的福音书并没有説明，但早期的教会历史家却一致表示这部福音书的执笔者是十二使徒之一马太。他的名字很可能是希伯来文“马提蒂亚”（Mattithiah）的缩写，意思是“耶和华的恩赐”。马太是耶稣所拣选的12使徒之一。他成为耶稣的门徒之前，是深受犹太人所憎恶的罗马帝国税吏。耶稣呼召马太後，便立即跟从他。
馬太福音完成的年代，在學者間還有所爭議。若干抄本的书末题署（全在公元第十世纪之后写成）声称完成的时间是公元41年，一般學者認為是在公元50年至70年間。這本福音書可能源於耶路撒冷教會，由教會中一些受過良好教育，能書寫希臘語的猶太基督徒，以馬可福音作為藍本，加上使徒馬太的口傳資料，以及一些有關耶穌言論的文獻（現被稱為Q來源），進行編輯後所完成的。
從內容和文體推測，再加上原文是希臘語而不是猶太本土慣用的亞蘭語來看，本書的對象應是當時的僑居各地的猶太基督徒，以此表明耶穌正是他們日夜期盼的那位彌賽亞，從而鼓勵他們能接受耶穌基督帶來的救恩。在書中，引用了舊約大約七十處的經文，一般人稱之為「聖經證據」。

## 希伯來福音書
在基督信仰興起的初期，有幾個不同版本的《馬太福音》在各地教會流傳。其他版本的《馬太福音》現今都已失傳，只有現在這個版本《馬太福音》留傳下來。已失傳的版本，其中之一，被稱為《希伯來福音書》。
有學者稱有证据显示马太最初以当时流行的希伯来文写成福音书，后来才译成希腊文。耶柔米在所著的《名人录》（Devirisinlustribus）一书第三章説章“马太又名利未，本是税吏，后成为使徒，最初在犹太以希伯来文写成基督的福音，以期造益受过割礼的信徒。”。哲罗姆补充説，在他的日子（公元第四、五世纪）这本福音书的希伯来文版本存於帕菲利厄斯（Pamphilus）在凯撒利亚所搜集的藏书中。

## 内容大纲
儘管四福音書均記載了耶穌在世的事跡，馬太福音卻用了一個以耶穌為舊約聖經中上帝所應許的彌賽亞的角度去看祂的生平與教導。為此緣故，本書常將舊約預言與耶穌的生平連貫起來，從而扮演了舊約與新約之間的橋樑。再者，因為耶穌是彌賽亞，本書十分強調祂有權柄去解釋上帝的律法，及教導有關天國的真理。內容大致可分為以下段落：

### 耶稣是基督
馬太福音以耶稣的家谱开始，以表示耶稣是大衛的子孫，就是《舊約聖經》所預言的基督。耶稣的童年由约瑟的妻子，馬利亞從聖靈被感孕開始，在伯利恒出生。後來為逃離大希律王的殺害逃往埃及，皆應驗了舊約聖經的預言。

### 傳道工作的開始
记叙了30年後施洗約翰的工作和為耶稣施浸。神的靈降在耶稣身上，有声音从天上説，「這是我的愛子，我所喜悅的」，及至耶穌受試探的事跡。當中亦記載了耶穌呼召彼得（原名西门）、安德烈、雅各和約翰的經過。

### 登山宝训
耶稣基督醫治加利利百姓各樣的病症，群衆开始跟随耶稣。耶稣基督到山上开始教導门徒，包括天國的八種福份，虛心（认识自己灵性需要）（《馬太福音》中譯作神貧：甘貧，樂道，在天主面前謙卑，不自滿）、哀恸（為世上的罪惡而哀傷）、温柔（又譯作溫良）、饥渴慕义、慈悲（又譯作憐恤或憐憫）、清心（又譯作心裡潔淨）、使人和睦（又譯作締造和平）和为义受逼迫的人，因为他们在天上的赏赐是大的。他将门徒称为「地上的盐」和“世上的光”，并且解释人进入天国需要具有怎样的公义；與那時猶太教領袖虚有其表的公义截然不同。他教导门徒祷告，不要作伪善的施舍和祷告，要「先求他的国和他的义」，不必为生活所需担心。关於人际关系，基督説：「无论何事，你们愿意人怎样待你们，你们也要怎样待人。」耶穌帶給信徒的一個應許，就是：「你們祈求，就給你們；尋找，就尋見；叩門，就給你們開門」。群衆听到他的話，都覺得驚奇，因为他的教训像有权柄的人，不像猶太教的領袖。

### 传道工作
马太福音陸續記載了耶穌所行的一些包括治病、平靜風浪、喂饱了5000多人、在海上行走等神蹟；又设立了12位使徒，以及祂對使徒們的應許及鼓勵，提醒他们説“得着生命的，将要失丧生命。为我失丧生命的，将要得着生命。”猶太教的法利赛人企图控告耶稣，卻被耶稣驳倒，并对他们的伪善严加斥责。

### 天國的比喻
耶穌談論7個有關天國的比喻：撒種的比喻、種子長大的比喻、稗子的比喻、芥菜種的比喻、麵酵的比喻、藏寶的比喻、尋珠的比喻和撒網的比喻。

### 门徒之间
耶稣对门徒谈及谦卑。彼得问：「我当饶恕弟兄多少次？」耶稣回答説：“我对你説，不是到七次，乃是到七十个七次。”耶稣指出比喻的要点説：“你们各人若不从心里饶恕你的弟兄，我天父也要这样待你们了。”門徒問耶穌天國裡誰最大？耶稣説：「凡謙卑像小孩子的，他在天國裡是最大的。」

### 末日的來臨
耶稣谈及末世的預言，從而警惕信徒要隨時隨地預備天國的降臨。预告圣殿，耶路撒冷行将遭受毁灭，将来有一段时期世上会有战争，「民要攻击民，国要攻击国」，多处必有饥荒、地震。不法的事增多，許多人要假冒耶稣的名來，說自己是基督再臨，有許多假先知出現，也有許多人會失去信仰。但天国的福音要传遍天下。

### 受難
猶太教的文士和法利赛人與耶稣有很多次的衝突，甚至計劃要殺死他。同時，耶稣多次预言自己的死亡和复活。逾越节時，耶穌與門徒共進最後的晚餐，请使徒领食无酵饼和葡萄酒以象徵他的身体和他的血。然后他们转至客西马尼园，耶稣在那里恳切祷告。这时犹大和一群带着刀棒的人来到，这个叛徒伪善地上前与耶稣亲吻而藉此出卖他。耶稣被带到大祭司那里，祭司长和整个犹太公会找寻假见证去控告耶稣。罗马总督彼拉多把耶稣交出来让人钉死。总督的士兵对耶稣的君王身分戏弄一番，然后把他带到各各他（髑髅地），将他钉在两个强盗之间的十字架上，罪名是“犹太人的王”，受了几小时的苦楚之后，耶稣终於在下午三时左右死去，然后被埋葬在一新墓里。

### 复活
三天後星期日的早晨，抹大拉的马利亚和“另一个马利亚”来到耶穌的墓前，听见天使宣布耶稣已复活。稍後，耶稣亲自向门徒显现，训示他们：“你们要去，使万民作我的门徒，奉父、子、圣灵的名给他们施洗。”但他们在传道工作上会继续获得指引，马太所载的耶稣最后一句话提出保证説：「我就常与你们同在，直到世界的末了。」

## 基督新教觀點

### 耶穌的使命
馬太福音是四福音之首，它在希伯來文聖經和基督徒希臘文聖經之間提供一座橋梁。它清楚地標明誰是彌賽亞兼上帝所應許的王國的君王，闡明作基督門徒所需符合的條件以及這些人在地上所要執行的工作。首先是施浸者約翰，然後是耶穌，最後是他的門徒，努力向人宣揚“天國近了”。此外，直到事物制度的末期，耶穌的命令仍然生效：“這天國的福音，要傳遍天下，對萬民作見證，然後末期才來到。”在以往和現今，按照主所立的模式從事宣揚王國及「使萬民作門徒」的工作乃是一項偉大、奇妙的特權。

### 对宗教界的影响
馬太的福音對公元第一世紀留意它的人來説乃是“好消息”，上帝也刻意將它保全下來作為給世人的“好消息”，直至今日。甚至非基督徒也不得不承認福音的力量，例如，據報印度領袖（聖雄）甘地曾對以前的印度總督歐文（Lord Irwin）説：“你我兩國若一同實行基督在登山寶訓中所倡導的教訓，我們就不但能够解決本國的難題，同時也能解決整個世界的難題了。”在另一個場合，甘地説：“盡量深深吸飲登山寶訓給你的甘泉好了，⋯⋯因為其中的教訓對我們每個人都適用。”
可是，整個世界，包括自稱信奉基督教的部分，仍受種種難題所困擾。只有少數真正的基督徒才珍惜、研究和實踐登山寶訓以及馬太福音所含的健全教訓而獲致無可估計的裨益。再三研究耶穌的優良教訓是有益的，例如關於如何尋得真正的快樂、道德和婚姻生活、愛的力量、蒙悦納的禱告、屬靈財富與物質資財的對比、先求上帝的國、尊重聖物、保持警覺和順服等問題，耶穌都提出優良的勸告。馬太福音第10章載有耶穌給予那些傳揚“天國”好消息的人的工作訓示。耶穌的許多比喻對一切「有耳可聽」的人提出重要的教訓。此外，耶穌的預言，例如他曾詳細預告自己再来前末世的景象，“这样，你们看见这一切的事，也该知道人子近了，正在门口了。”（马太福音24:33）使基督徒對未來懷有穩確的信心和盼望。

### 预言应验
《馬太福音》載有許多應驗了的預言。馬太從上帝所感示的希伯來文聖經引用許多經文，目的是為了表明它們已經應驗了。這些經文提出的證據，證明耶穌的確是彌賽亞，因為這一切細節是不可能預先安排的。例如，請比較一下馬太福音13:14-15和以賽亞書6:9-10；馬太福音21:42和詩篇118:22-23；馬太福音26:31-56和撒迦利亞書13:7。這些預言的應驗也給予人有力的保證，馬太福音中一切由耶穌本人所説的預言，均會按時一一應驗，有此可知，耶和華與“天國”有關的光榮旨意也會實現。
上帝預言到王國君王的一生，在細節上也十分準確。馬太忠實、準確地錄下這些預言的應驗。愛好公義的人沉思馬太福音所載的許多預言應驗和應許時，可以為了認識和寄望於「屬天王國」而歡欣鼓舞，深知這是耶和華使祂的名成聖的工具。“到復興的時候，人子坐在祂榮耀的寶座上，”耶穌基督所統治的王國會為性情温和及靈性飢渴的人帶來永生的快樂和無窮的幸福。（马太福音19:28）

### 阅读圣经
- （页面存档备份，存于） （繁體中文）
- （页面存档备份，存于） （简体中文）